# Cybaeus shinkaii
Espèce
Synonymes
- Dolichocybaeus shinkaii Komatsu, 1970

Cybaeus shinkaii est une espèce d'araignées aranéomorphes de la famille des Cybaeidae.

## Distribution
Cette espèce est endémique de Honshū au Japon,. Elle se rencontre vers mont Takao.

## Description
La femelle holotype mesure 4,2 mm.

## Étymologie
Cette espèce est nommée en l'honneur de Eiichi  Shinkai.

## Publication originale
- Komatsu, 1970 : Two new spiders of the genus Dolichocybaeus from Japan. Acta Arachnologica vol. 23, no 1, p. 13-16 (texte intégral).